# Vulpia sicula
Vulpia sicula är en gräsart som först beskrevs av Jan Svatopluk Presl, och fick sitt nu gällande namn av Heinrich Friedrich Link. Vulpia sicula ingår i släktet ekorrsvinglar, och familjen gräs. Inga underarter finns listade i Catalogue of Life.